# 샌디 레온
샌디 다비드 레온 로페스(스페인어: Sandy David León Lopez, 1989년 3월 13일 ~ )는 베네수엘라 출신의 야구 선수이다.